# Onorificenze francesi
Elenco delle distinzioni, decorazioni, onorificenze, ordini di merito e cavallereschi, croci e medaglie distribuiti dal Regno di Francia, dall'Impero francese, dalla Repubblica francese e dagli altri governi francesi.

## Descrizione
Le onorificenze francesi possono essere classificate in sei categorie:
1. Les décorations remises au nom du président de la République
Ordres nationaux (Ordini nazionali)
Médailles nationaux (Medaglie nazionali)
2. Les décorations ministérielles
Décorations militaires (Decorazioni militari)
Ordres ministériels (Ordini ministeriali)
Récompenses pour acte de courage et les médailles d'honneur ministérielles (Ricompense per atti di coraggio e medaglie d'onore ministeriali)
Médailles commémoratives (Medaglie commemorative)

In linea generale, gli ordini di merito (nazionali e ministeriali) hanno tre livelli (dal più basso al più alto):
- Chevalier (cavaliere),
- Officier (ufficiale) e
- Commandeur (commendatore),

ed eventualmente 2 dignità:
- Grand officier (grande ufficiale) e
- Grand-croix (gran croce),

a cui si aggiunge il titolo di:
- Grand maître (gran maestro), destinato al capo dell'ordine[8].

## Storia
Durante il Regno di Francia, tre grandi ordini furono creati: nel 1469 Luigi XI di Francia creava Ordre de Saint-Michel, poi nel 1578 Enrico III di Francia istituiva il prestigioso Ordre du Saint-Esprit e infine nel 1607 Enrico IV di Francia fondava l'Ordre militaire de Notre-Dame du Mont-Carmel (che unirà l'anno dopo con l'antico Ordre de Saint-Lazare de Jérusalem per creare l'Ordre royal de Notre-Dame du Mont-Carmel et de Saint-Lazare de Jérusalem).
Questi ordini erano destinati esclusivamente alla nobiltà, per rimediarvi Luigi XIV di Francia crea nel 1693 l'Ordre royal et militaire de Saint-Louis (destinato solo ai cattolici) e poi Luigi XV di Francia crea nel 1759 l'Institution du Mérite militaire (destinata ai protestanti); queste due onorificenze furono poi riunificate nel 1791 nella Décoration militaire. Sempre nel 1791 venivano soppressi i tre grandi ordini precedenti.
Quando nel 1792 viene proclamata la prima repubblica francese, anche la Décoration militaire viene soppressa: la Francia non possiede più alcun ordine. Nel 1802, Napoleone I crea la Légion d'honneur, nel 1805 l'Ordre de la Couronne de fer (destinato al Regno d'Italia), nel 1809 l'Ordre des Trois-Toisons d'Or (che però non fu mai conferito e fu sciolto nel 1813) e nel 1811 l'Ordre de la Réunion.
La Restaurazione francese abolisce le onorificenze napoleoniche, tranne la Légion d'honneur e restaura altresì alcune decorazioni dell'Ancien Régime. Nel 1830 Luigi Filippo di Francia abolisce tutti gli ordini monarchici precedenti, salvando solo la Légion d'honneur, che sarà così consacrata come la più alta ricompensa nazionale civile e militare. Durante il Secondo Impero francese, Napoleone III crea la Médaille militaire e la Médaille de Sainte-Hélène.
Sotto la Terza Repubblica francese furono creati diversi ordini ministeriali, a cui si aggiungevano gli ordini coloniali (cioè gli ordini ereditati dai territori entrati a far parte dell'Impero coloniale francese o creati per quei territori). Il 16 novembre 1940 il generale de Gaulle creò l'Ordre de la Libération per ricompensare coloro i quali si fossero distinti per la Liberazione della Francia durante la seconda guerra mondiale.
Durante la Quinta Repubblica francese, il presidente de Gaulle decise di riunire quasi tutti gli ordini ministeriali nel nuovo Ordre national du Mérite; parallelamente, con l'indipendenza delle colonie, anche gli ordini coloniali furono soppressi. Infine, il 12 luglio 2016 il presidente Hollande creò la Médaille nationale de reconnaissance aux victimes du terrorisme.

## Ordine di precedenza
| Nastro | Decorazione |
| ------ | --- |
|        | Ordre national de la Légion d'honneur |
|        | Ordre de la Libération |
|        | Médaille militaire |
|        | Ordre national du Mérite |
|        | Médaille nationale de reconnaissance aux victimes du terrorisme |
|        | Croix de guerre 1914-1918 Croix de guerre 1939-1945 Croix de guerre des T.O.E. |
|        | Croix de la Valeur militaire |
|        | Médaille de la Gendarmerie nationale |
|        | Médaille de la Résistance |
|        | Ordre des Palmes académiques |
|        | Ordre du Mérite agricole |
|        | Ordre du Mérite maritime |
|        | Ordre des arts et des lettres |
|        | Médaille des évadés |
|        | Croix du combattant volontaire 1914-1918 Croix du combattant volontaire 1939-1945 · Croix du combattant volontaire (Indochine · Coree · A.F.N.) Croix du combattant volontaire de la Résistance |
|        | Médaille de l'Aéronautique |
|        | Croix du combattant |
|        | Médaille de la Reconnaissance française |
|        | Médaille d'Outre-Mer [ex Médaille coloniale ] |
|        | Médaille de la Défense nationale |
|        | Médaille des services militaires volontaires |
|        | Médailles d'honneur ressortissant aux differentes departements ministeriels |
|        | Médaille de reconnaissance de la Nation [ex Médaille d'Afrique du Nord ] |
|        | Médailles commemoratives diverses et assimilees |

## Onorificenze e decorazioni attribuite
| Nastro | Ordine                                                          | Creazione | Tipo                 | Eligibili         | Note                                        |
| ------ | --------------------------------------------------------------- | --------- | -------------------- | ----------------- | ------------------------------------------- |
|        | Ordre national de la Légion d'honneur                           | 1802      | Ordine nazionale     | civili e militari |                                             |
|        | Médaille militaire                                              | 1852      | Medaglia nazionale   | militari          |                                             |
|        | Ordre national du Mérite                                        | 1963      | Ordine nazionale     | civili e militari |                                             |
|        | Médaille nationale de reconnaissance aux victimes du terrorisme | 2016      | Medaglia nazionale   | vittime           |                                             |
|        | Croix de la Valeur militaire                                    | 1956      | Decorazione militare | civili e militari |                                             |
|        | Médaille de la Gendarmerie nationale                            | 1949      | Decorazione militare | gendarmi          |                                             |
|        | Ordre des Palmes académiques                                    | 1808      | Ordine ministeriale  | civili            |                                             |
|        | Ordre du Mérite agricole                                        | 1883      | Ordine ministeriale  | civili            |                                             |
|        | Ordre du Mérite maritime                                        | 1930      | Ordine ministeriale  | civili            |                                             |
|        | Ordre des arts et des lettres                                   | 1957      | Ordine ministeriale  | civili            |                                             |
|        | Croix du combattant volontaire                                  | 1981      | Decorazione militare | volontari         | ex Croix du combattant volontaire 1939-1945 |
|        | Médaille de l'Aéronautique                                      | 1945      | Decorazione militare | civili e militari |                                             |
|        | Croix du combattant                                             | 1930      | Decorazione militare | civili e militari |                                             |
|        | Médaille d'Outre-Mer                                            | 1962      | Decorazione militare | civili e militari | ex Médaille coloniale                       |
|        | Médaille de la Défense nationale                                | 1982      | Decorazione militare | militari          |                                             |
|        | Médaille des services militaires volontaires                    | 1975      | Decorazione militare | militari          |                                             |
|        | Médaille de reconnaissance de la Nation                         | 2002      | Decorazione militare | civili e militari | ex Médaille d'Afrique du Nord               |

## Onorificenze e decorazioni non più attribuite
| Nastro | Ordine                                          | Creazione | Tipo                 | Eligibili         | Note                                           |
| ------ | ----------------------------------------------- | --------- | -------------------- | ----------------- | ---------------------------------------------- |
|        | Ordre de la Libération                          | 1940      | Ordine nazionale     | civili e militari |                                                |
|        | Croix de guerre 1914-1918                       | 1915      | Decorazione militare | militari          |                                                |
|        | Croix de guerre 1939-1945                       | 1939      | Decorazione militare | militari          |                                                |
|        | Croix de guerre des T.O.E.                      | 1921      | Decorazione militare | civili e militari |                                                |
|        | Médaille de la Résistance                       | 1943      | Decorazione militare | civili e militari |                                                |
|        | Médaille des évadés                             | 1926      | Decorazione militare | civili e militari |                                                |
|        | Croix du combattant volontaire 1914-1918        | 1935      | Decorazione militare | volontari         |                                                |
|        | Croix du combattant volontaire 1939-1945        | 1953      | Decorazione militare | volontari         | poi Croix du combattant volontaire             |
|        | Croix du combattant volontaire de la Résistance | 1954      | Decorazione militare | volontari         |                                                |
|        | Médaille de la Reconnaissance française         | 1917      | Decorazione militare | volontari         |                                                |
|        | Médaille coloniale                              | 1893      | Decorazione militare | civili e militari | poi Médaille d'Outre-Mer                       |
|        | Médaille d'Afrique du Nord                      | 1997      | Decorazione militare | civili e militari | poi Médaille de la reconnaissance de la Nation |

## Onorificenze e decorazioni soppresse

### Epoca repubblicana
| Nastro                        | Ordine                                                     | Creazione                     | Tipo                          | Eligibili                     | Note                                                                                            |
| Ordini di merito ministeriali | Ordini di merito ministeriali                              | Ordini di merito ministeriali | Ordini di merito ministeriali | Ordini di merito ministeriali | Ordini di merito ministeriali                                                                   |
| ----------------------------- | ---------------------------------------------------------- | ----------------------------- | ----------------------------- | ----------------------------- | ----------------------------------------------------------------------------------------------- |
|                               | Ordre du Mérite social                                     | 1936                          | Ministeriale                  | civili                        | Ordini soppressi e rimpiazzati nel 1963 dall'Ordre national du Mérite                           |
|                               | Ordre de la Santé publique                                 | 1938                          | Ministeriale                  | civili                        | Ordini soppressi e rimpiazzati nel 1963 dall'Ordre national du Mérite                           |
|                               | Ordre du Mérite artisanal                                  | 1948                          | Ministeriale                  | civili                        | Ordini soppressi e rimpiazzati nel 1963 dall'Ordre national du Mérite                           |
|                               | Ordre du Mérite touristique                                | 1949                          | Ministeriale                  | civili                        | Ordini soppressi e rimpiazzati nel 1963 dall'Ordre national du Mérite                           |
|                               | Ordre du Mérite combattant                                 | 1953                          | Ministeriale                  | civili e militari             | Ordini soppressi e rimpiazzati nel 1963 dall'Ordre national du Mérite                           |
|                               | Ordre du Mérite postal                                     | 1953                          | Ministeriale                  | civili                        | Ordini soppressi e rimpiazzati nel 1963 dall'Ordre national du Mérite                           |
|                               | Ordre de l'Économie nationale                              | 1954                          | Ministeriale                  | civili                        | Ordini soppressi e rimpiazzati nel 1963 dall'Ordre national du Mérite                           |
|                               | Ordre du Mérite sportif                                    | 1956                          | Ministeriale                  | civili                        | Ordini soppressi e rimpiazzati nel 1963 dall'Ordre national du Mérite                           |
|                               | Ordre du Mérite militaire                                  | 1957                          | Ministeriale                  | militari                      | Ordini soppressi e rimpiazzati nel 1963 dall'Ordre national du Mérite                           |
|                               | Ordre du Mérite civil                                      | 1957                          | Ministeriale                  | civili                        | Ordini soppressi e rimpiazzati nel 1963 dall'Ordre national du Mérite                           |
|                               | Ordre du Mérite du travail                                 | 1957                          | Ministeriale                  | civili                        | Ordini soppressi e rimpiazzati nel 1963 dall'Ordre national du Mérite                           |
|                               | Ordre du Mérite commercial et industriel                   | 1961                          | Ministeriale                  | civili                        | Ordini soppressi e rimpiazzati nel 1963 dall'Ordre national du Mérite                           |
| Ordini di merito coloniali    |                                                            |                               |                               |                               |                                                                                                 |
|                               | Ordre royal du Cambodge                                    | 1864                          | Coloniale                     | civili e militari             | In uso in Cambogia                                                                              |
|                               | Ordre de l'Étoile d'Anjouan Ordre de la France d'Outre-mer | 1874 1950                     | Coloniale                     | civili e militari             | Non più in uso nelle Comore; ricreato con lo stesso nome (Ordre de l'Étoile d'Anjouan) nel 1992 |
|                               | Ordre du Dragon d'Annam                                    | 1884                          | Coloniale                     | civili e militari             | Non più in uso a Annam                                                                          |
|                               | Ordre du Nichan el Anouar                                  | 1887                          | Coloniale                     | civili e militari             | Non più in uso nel Territoire français des Afars et des Issas                                   |
|                               | Ordre de l'Étoile noire                                    | 1889                          | Coloniale                     | civili e militari             | Non più in uso a Dahomey                                                                        |
|                               | Ordre du Mérite indochinois                                | 1900                          | Coloniale                     | popolazione locale            | Non più in uso nell'Indocina francese                                                           |
|                               | Ordre du Mérite saharien                                   | 1958                          | Coloniale                     | civili                        | Non più in uso nel Sahara francese                                                              |

### Epoca reale e imperiale
| Nastro                                                                           | Ordine                                                                   | Durata                                               | Tipo                                                 | Meriti                                               | Note                                                 |
| Onorificenze estinte delle Antiche province francesi                             | Onorificenze estinte delle Antiche province francesi                     | Onorificenze estinte delle Antiche province francesi | Onorificenze estinte delle Antiche province francesi | Onorificenze estinte delle Antiche province francesi | Onorificenze estinte delle Antiche province francesi |
| -------------------------------------------------------------------------------- | ------------------------------------------------------------------------ | ---------------------------------------------------- | ---------------------------------------------------- | ---------------------------------------------------- | ---------------------------------------------------- |
|                                                                                  | Ordre du Croissant                                                       | 1268- 1448-1460                                      | cavalleresco                                         | cavallereschi                                        | Anjou                                                |
|                                                                                  | Ordre du Lévrier Ordre de Saint-Hubert                                   | 1416-1421 1422-1824                                  | cavalleresco                                         | cavallereschi                                        | Barrois                                              |
|                                                                                  | Ordre de l'Écu d'or Ordre de Notre-Dame du Chardon                       | 1369- 1370-                                          | cavalleresco                                         | cavallereschi                                        | Bourbonnais                                          |
|                                                                                  | Ordre de la Toison d'or Ordre de la Croix de Bourgogne                   | 1430-1460 1535-                                      | cavalleresco                                         | cavallereschi                                        | Bourgogne                                            |
|                                                                                  | Ordre de l'Hermine Ordre de l'Hermine et de l'Épi Ordre de la Cordelière | 1381-1448 1448-1532 1498-                            | cavalleresco                                         | cavallereschi                                        | Bretagne                                             |
|                                                                                  | Ordre du Nœud o Ordre du Saint-Esprit au Droit Désir                     | 1352-                                                | cavalleresco                                         | cavallereschi                                        | Provence                                             |
| Onorificenze estinte dell'Ancien Régime                                          |                                                                          |                                                      |                                                      |                                                      |                                                      |
|                                                                                  | Ordre de la Couronne royale                                              | 802-814                                              | onorifico                                            | militari                                             |                                                      |
|                                                                                  | Ordre de l'Étoile                                                        | 1351-1483                                            | cavalleresco                                         | cavallereschi                                        |                                                      |
|                                                                                  | Ordre de Saint-Michel                                                    | 1469-1791 1816-1830                                  | cavalleresco                                         | cavallereschi                                        |                                                      |
|                                                                                  | Ordre du Saint-Esprit                                                    | 1578-1791 1814-1830                                  | cavalleresco                                         | cavallereschi                                        |                                                      |
|                                                                                  | Ordre de Notre-Dame du Mont-Carmel                                       | 1607-1608                                            | onorifico                                            | religiosi                                            |                                                      |
|                                                                                  | Ordre de Saint-Lazare                                                    | 1142-1608                                            | onorifico                                            | religiosi                                            |                                                      |
|                                                                                  | Ordre royal de Notre-Dame du Mont-Carmel et de Saint-Lazare de Jérusalem | 1608-1791 1814-1830                                  | onorifico                                            | religiosi                                            | fusione dei due ordini precedenti                    |
|                                                                                  | Ordre royal et militaire de Saint-Louis                                  | 1693-1791 1814-1830                                  | onorifico                                            | militari                                             | ordine fuso nella Décoration militaire nel 1971      |
|                                                                                  | Institution du Mérite militaire                                          | 1759-1791                                            | onorifico                                            | militari                                             | ordine fuso nella Décoration militaire nel 1971      |
|                                                                                  | Médaillon des deux épées                                                 | 1771-1795                                            | onorifico                                            | militari                                             | chiamato anche Médaillon de vétérance                |
|                                                                                  | Décoration militaire                                                     | 1791-1792                                            | onorifico                                            | militari                                             | ordine abolito nel 1792                              |
| Onorificenze napoleoniche (estinte) dell'Impero francese in ordine di precedenza |                                                                          |                                                      |                                                      |                                                      |                                                      |
|                                                                                  | Ordre des Trois-Toisons d'Or                                             | 1809                                                 | onorifico                                            | civili e militari                                    | Ordine sciolto nel 1813 e mai attribuito             |
|                                                                                  | Ordre de la Réunion                                                      | 1811                                                 | onorifico                                            | civili e militari                                    | Ordine abolito nel 1815                              |
|                                                                                  | Ordre de la Couronne de fer                                              | 1805                                                 | onorifico                                            | civili e militari                                    | Ordine abolito nel 1815                              |
| Onorificenze (estinte) della Restaurazione francese e della Monarchia di luglio  |                                                                          |                                                      |                                                      |                                                      |                                                      |
|                                                                                  | Décoration du Lys                                                        | 1814-1831                                            | onorifico                                            | militari                                             |                                                      |
|                                                                                  | Décoration du brassard de Bordeaux                                       | 1814-1831                                            | onorifico                                            | militari                                             |                                                      |
|                                                                                  | Décoration de la Fidélité                                                | 1816-1831                                            | onorifico                                            | militari                                             |                                                      |
|                                                                                  | Ordre de la Croix de Juillet                                             | 1831                                                 | commemorativa                                        | cittadini                                            |                                                      |
|                                                                                  | Médaille de Juillet                                                      | 1831                                                 | commemorativa                                        | cittadini                                            |                                                      |

## Medaglie d'onore e commemorative

### Medaglie d'onore
| Nastro | Decorazione                                                                  | Creazione |
| ------ | ---------------------------------------------------------------------------- | --------- |
|        | Médaille d'honneur pour acte de courage et de dévouement                     | 1820      |
|        | Médaille d'honneur de la mutualité                                           | 1852      |
|        | Médaille d'honneur des PTT                                                   | 1882      |
|        | Médaille d'honneur des eaux et forêts                                        | 1883      |
|        | Médaille d'honneur des affaires étrangères                                   | 1887      |
|        | Médaille d'honneur des douanes                                               | 1894      |
|        | Médaille d'honneur des personnels civils relevant du ministère de la Défense | 1894      |
|        | Médaille d'honneur de l'administration pénitentiaire                         | 1896      |
|        | Médaille d'honneur des contributions indirectes                              | 1897      |
|        | Médaille d'honneur des travaux publics                                       | 1897      |
|        | Médaille d'honneur des sapeurs-pompiers                                      | 1900      |
|        | Médaille d'honneur des marins du commerce et de la pêche                     | 1901      |
|        | Médaille d'honneur de la police nationale                                    | 1903      |
|        | Médaille d'honneur des chemins de fer                                        | 1913      |
|        | Insigne des blessés civils                                                   | 1920      |
|        | Médaille des blessés de guerre                                               | 1920      |
|        | Médaille de la famille                                                       | 1920      |
|        | Médaille d'honneur de l'aéronautique                                         | 1921      |
|        | Meilleur ouvrier de France                                                   | 1924      |
|        | Médaille d'honneur des sociétés musicales et chorales                        | 1924      |
|        | Médaille d'honneur de l'enseignement du 1er                                  | 1930      |
|        | Médaille d'honneur départementale et communale                               | 1945      |
|        | Médaille d'honneur de la protection judiciaire de la jeunesse                | 1945      |
|        | Médaille d'honneur du travail                                                | 1948      |
|        | Médaille des mines                                                           | 1953      |
|        | Médaille d'honneur des transports routiers                                   | 1957      |
|        | Médaille d'honneur du service de santé des armées                            | 1962      |
|        | Médaille de la jeunesse, des sports et de l'engagement associatif            | 1969      |
|        | Médaille d'honneur agricole                                                  | 1984      |
|        | Médaille d'honneur régionale, départementale et communale                    | 1987      |
|        | Médaille du tourisme                                                         | 1989      |
|        | Médaille d'honneur des services judiciaires                                  | 2011      |
|        | Médaille d'honneur de la santé et des affaires sociales                      | 2012      |
|        | Médaille de la sécurité intérieure                                           | 2012      |

### Medaglie commemorative
| Nastro | Decorazione | Creazione |
| ------ | --- | --------- |
|        | Médaille du siège d'Anvers                                                                                           | 1832      |
|        | Médaille de Mazagran                                                                                                 | 1840      |
|        | Médaille des blessés                                                                                                 | 1848      |
|        | Médaille commémorative de Sainte-Hélène                                                                              | 1857      |
|        | Médaille commémorative de la campagne d'Italie                                                                       | 1859      |
|        | Médaille commémorative de l'expédition de Chine                                                                      | 1862      |
|        | Médaille commémorative de l'expédition du Mexique                                                                    | 1863      |
|        | Médaille de l'armée des Vosges                                                                                       | 1871      |
|        | Médaille commémorative de l'expédition du Tonkin                                                                     | 1885      |
|        | Médaille commémorative de Madagascar                                                                                 | 1886      |
|        | Médaille commémorative de l'expédition du Dahomey                                                                    | 1892      |
|        | Médaille commémorative de Madagascar                                                                                 | 1896      |
|        | Médaille commémorative de l'expédition de Chine                                                                      | 1902      |
|        | Médaille commémorative du Maroc                                                                                      | 1909      |
|        | Médaille commémorative de la guerre 1870-1871                                                                        | 1911      |
|        | Medaglia commemorativa della Battaglia di Verdun                                                                     | 1916      |
|        | Médaille commémorative de la guerre 1914-1918                                                                        | 1920      |
|        | Médaille des Victimes de l'invasion                                                                                  | 1921      |
|        | Médaille de la Fidélité française                                                                                    | 1922      |
|        | Médaille commémorative de Syrie-Cilicie                                                                              | 1922      |
|        | Médaille commémorative interalliée 1914-1918                                                                         | 1922      |
|        | Médaille commémorative d'Orient                                                                                      | 1926      |
|        | Medaglia della campagna dei Dardanelli                                                                               | 1926      |
|        | Médaille des Prisonniers civils, déportés et otages de la Grande guerre                                              | 1936      |
|        | Médaille commémorative de la guerre 1939-1945                                                                        | 1946      |
|        | Médaille commémorative des Services volontaires dans la France Libre                                                 | 1946      |
|        | Médaille de la France libérée                                                                                        | 1947      |
|        | Médaille commémorative des opérations des Nations Unies en Corée                                                     | 1952      |
|        | Médaille commémorative de la campagne d'Italie 1943-1944                                                             | 1953      |
|        | Médaille commémorative de la campagne d'Indochine                                                                    | 1953      |
|        | Médaille du Patriote proscrit et contraint à résidence forcée en pays ennemi                                         | 1954      |
|        | Médaille commémorative des opérations de sécurité et de maintien de l'ordre en Afrique du Nord                       | 1956      |
|        | Medaglia commemorativa della Battaglia della Somme                                                                   | 1956      |
|        | Médaille commémorative française des opérations du Moyen-Orient                                                      | 1957      |
|        | Médaille commémorative des opérations de sécurité et de maintien de l'ordre                                          | 1958      |
|        | Médaille commémorative d'Afrique du Nord                                                                             | 1958      |
|        | Médaille du Patriote résistant à l'occupation des départements du Rhin et de la Moselle, incarcéré en camps spéciaux | 1959      |
|        | Médaille commémorative française                                                                                     | 1995      |
|        | Médaille de la Protection militaire du territoire                                                                    | 2015      |

## Altre onorificenze e decorazioni
| Nastro | Decorazione                   | Creazione | Note                                                                      |
| ------ | ----------------------------- | --------- | ------------------------------------------------------------------------- |
|        | Médaille de la Ville de Paris | 1911      | Medaglia della città di Parigi                                            |
|        | Ordre de la Francisque        | 1941-1944 | Decorazione del Governo di Vichy                                          |
|        | Ordre national du Travail     | 1942-1944 | Decorazione del Governo di Vichy                                          |
|        | Ordre de l'Hermine            | 1972      | Distinzione ricreata per decorare quanti si sono distinti per la Bretagna |
|        | Ordre de Tahiti Nui           | 1996      | Decorazione della Polinesia francese                                      |